# Republica Macedonia la Concursul Muzical Eurovision 2010
Republica Macedonia participă la concursul muzical Eurovision 2010. Concursul național de determinare a participantului la Eurovision din partea acestei țări s-a numit Skopje Fest, ediția 2010. Finala lui s-a desfățurat la 20 februarie 2010 și a fost câțtigată de interpretul Gjoko Taneski cu melodia Jas ja imam silata. 